# Mate-Me Por Favor (livro)
Mate-me, por favor (em inglês: Please Kill Me) é um livro escrito por Larry "Legs" McNeil e Gilliam McCain. Conta a história do punk rock, desde os seus primórdios com bandas que influenciaram o movimento (como Velvet Underground e The Stooges), passando pela cena artística que englobava artistas underground como Patti Smith e MC5 até chegar aos Ramones e Sex Pistols.